# Lasiodora parvior
Lasiodora parvior là một loài nhện trong họ Theraphosidae.
Loài này thuộc chi Lasiodora. Lasiodora parvior được Ralph Vary Chamberlin & Wilton Ivie miêu tả năm 1936.